# Slepanovití
Slepanovití (Leptotyphlopidae) je čeleď 87 druhů nejedovatých hadů ve dvou rodech: Leptotyphlops (86 druhů) a Rhinoleptus (1 druh).[zdroj?] Jde o primitivní hady rozšířené na obou amerických kontinentech, Africe, Arábii a Středním východem. Život tráví v podzemí.

## Evoluce
Zástupci této skupiny se objevili pravděpodobně v průběhu druhohor (v období pozdně jurské až raně křídové periody, asi před 160 až 125 miliony let). Fosilie zástupců této skupiny jsou známé například z pozdní křídy Brazílie (druh Boipeba tayasuensis).

## Popis
Dorůstají malých velikostí a úzkého těla. Zuby mají jen v dolní čelisti, horní je nepohyblivá. Nemají levou plíci, samcům chybí levé varle, samicím levý vaječník. Oči jsou překryté šupinami. Hadi mají zachovalý zbytek pánve. Největší zástupci čeledi dosahují jen něco kolem 40 centimetrů (druhy Leptotyphlops macrolepis a Leptotyphlops occidentalis)[zdroj?], většina však o dost méně. čeleď ale zahrnuje nejmenší hady světa. Poněvadž žijí velice skrytým způsobem života, tak je pravděpodobné, že bude objeven druh, který bude menší, než nejmenší známý had současnosti.[zdroj?] Dnes se za nejmenšího považuje Leptotyphlops bilineatus (největší jedinec měřil 108 mm[zdroj?]), který je poměrně známý. Nově objevený je však konkurent Leptotyphlops carlae (největší jedinec měřil 104 mm). Dalším malým hadem je Leptotyphlops tesselatus, který je ale málo známý, což může údaje zkreslovat. Nejdelší jedinec měřil 8 centimetrů.[zdroj?]

## Potrava a způsob života
Potravou slepanů jsou termití vajíčka, mravenci a termiti. Proti jejich pokousání se chrání tekutinou, kterou vypustí z kloaky a vyválí se v ní. Tekutina termity odpuzuje, někteří slepani je ale například matou zápachem jejich feromonů, čímž se maskují. Některé druhy rovněž dokáží naježit šupiny, tak aby tekutiny zachytili co nejvíc.[zdroj?] Rozmnožují se vejci.